# Ambohidratrimo
Ambohidratrimo est une ville située à quinze kilomètres d'Antananarivo, la capitale de Madagascar. Ambohidratrimo est une des douze collines sacrées de l’Imerina.
La ville est le chef-lieu du district homonyme.
Code postal 105.

## Histoire
Les seigneurs et nobles populaires d'Ambohidratrimo sont : Andriantomponimerina, Andriatrimonibemihisatra, Andriamananimerina, Andriambelo, Ramananandandrianjaka, Rabehety, Andrianavalontomponibemihisatra. Andriantomponimerina est le fils de Ramananandrianjaka, une des 12 femmes d'Andriamasinavalona.
La particularité d'Ambohidratrimo est que les seigneurs défunts ne sont pas appelés lors de culte des ancêtres du royaume Merina cependant, leurs tombeaux sont considérés comme ceux des autres seigneuries et comme les 12 collines sacrées, un zébu "Volavita" y a été placé.

## Administration

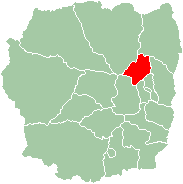
Localisation d'Ambohidratrimo dans la province d'Antananarivo

La ville est le chef-lieu du district homonyme.